# Ru’ao (köpinghuvudort i Kina, Zhejiang Sheng, lat 29,36, long 120,92)
Ru'ao (kinesiska: 儒岙, Ru’ao Zhen, Ru’ao, 儒岙镇) är en köpinghuvudort i Kina. Den ligger i provinsen Zhejiang, i den östra delen av landet, omkring 120 kilometer sydost om provinshuvudstaden Hangzhou. Antalet invånare är 24 530. Befolkningen består av 11 928 kvinnor och 12 602 män. Barn under 15 år utgör 12,0 %, vuxna 15-64 år 70 %, och äldre över 65 år 17,0 %.
Runt Ru'ao är det tätbefolkat, med 266 invånare per kvadratkilometer. Närmaste större samhälle är Xinchang Chengguanzhen, 16,3 km norr om Ru'ao. I omgivningarna runt Ru'ao växer i huvudsak blandskog.
Genomsnittlig årsnederbörd är 2 209 millimeter. Den regnigaste månaden är juni, med i genomsnitt 377 mm nederbörd, och den torraste är januari, med 70 mm nederbörd.